# Фенітоїн
Фенітоїн  (англ. Phenytoin, лат. Phenytoinum), також Дифенін — синтетичний лікарський препарат, що є похідним гідантоїну, та належить до протисудомних, а також до антиаритмічних препаратів Ib класу. Фенітоїн може застосовуватися як перорально, так і парентерально (внутрішньовенно або внутрішньом'язово). Фенітоїн уперше синтезований німецьким хіміком Гейнріхом Блітцем, а у 1936 році вперше було виявлено протисудомні властивості фенітоїну, та встановлено, що при його застосуванні, на відміну від транквілізаторів, не спостерігається пригнічення центральної нервової системи. Препарат входить до списку життєво необхідних лікарських засобів ВОЗ як протисудомний препарат, як антиаритмічний препарат застосовується рідко у зв'язку із частими побічними ефектами та взаємодією із значною кількістю інших лікарських препаратів.

## Фармакологічні властивості
Фенітоїн — синтетичний лікарський препарат, який за хімічною структурою є похідним гідантоїну. За своєю фармакологічною дією фенітоїн належить як до протисудомних препаратів, так і до антиаритмічних препаратів Ib класу. Механізм дії фенітоїну, як протисудомного препарату, полягає у стабілізації мембран як самих нейронів, так і синапсів та аксонів, що сприяє обмеженню розповсюдженню збудження нейронів та судомної активності, та зменшенню іррадіації епілептичних розрядів до інших мозкових центрів, а через еферентні нерви — і до скелетних м'язів. Фенітоїн також знижує збудливість клітин нервової системи, та підвищує поріг для вторинних слідових епілептичних розрядів, які підтримують епілептичну активність у вогнищі. Ця дія фенітоїну пов'язана також із посиленням збудження мозочку, що призводить до активації гальмівних шляхів, які ведуть до кори головного мозку. Іншим імовірним механізмом протисудомної дії фенітоїну є пригнічення активності НАДН-дегідрогеназ у мітохондріях клітин нервової системи, що призводить до зниження споживання кисню у них, наслідком чого є недостатнє енергетичне забезпечення епілептичних розрядів. Фенітоїн також блокує швидкі натрієві канали у клітинах нервової системи, гальмує надходження до нейронів іонів натрію та кальцію, що призводить до подовження рефрактерного періоду в процесі генерації нервових імпульсів. При застосуванні фенітоїну в нервових клітинах зростає кількість гамма-аміномасляної кислоти, та знижується кількість глутамінової кислоти, що призводить до зниження відчуття страху та тривоги. Фенітоїн пригнічує як великі, так і парціальні епілептичні напади (крім абсансів), не пригнічуючи нормальної функції нервових клітин, та однаково ефективний як у дорослих, так і у дітей. Тривале застосування фенітоїну може повністю запобігати виникненню великих нападів судом у хворих із вогнищевою епілепсією.
Механізм дії фенітоїну як антиаритмічного засобу полягає у інгібуванні швидких натрієвих каналів кардіоміоцитів. Фенітоїн має мембраностабілізуючі властивості щодо клітин міокарду, вкорочує потенціал дії кардіоміоцитів та ефективний рефрактерний період у волокнах Пуркіньє, уповільнює входження іонів кальцію до кардіоміоцитів. Фенітоїн при застосуванні у середніх терапевтичних дозах не викликає сповільнення атріовентрикулярної провідності, незначно розширює комплекс QRS на ЕКГ та майже не впливає на скоротливу функцію шлуночків. У більшості випадків фенітоїн ефективно усуває приступи шлуночкових та надшлуночкових аритмій, а також розвиток AV-блокади при передозуванні серцевих глікозидів, проте при інших видах аритмій цей препарат переважно неефективний.
Фенітоїн також знижує відчуття болю при невралгії трійчастого нерва, а також зменшує больову чутливість і тривалість приступу болю, уповільнює передачу патологічного збудження по нервових волокнах та формування повторних нападів болю. Фенітоїн при невралгії трійчастого нерва застосовується як препарат резерву, при неефективності карбамазепіну або одночасно з ним.
Фенітоїн має також міорелаксуючу дію. Механізм її точно не встановлений, є припущення, що вона може бути спричинена стабілізацією мембран м'язових клітин, подібно до протисудомної та антиаритмічної дії фенітоїну. Препарат зменшує повторні розряди патологічних імпульсів у нервовій тканині, а також їх потенціювання у нервовій та м'язовій тканинах.
Згідно із результатами даних частини клінічних досліджень, фенітоїн зменшує пошкодження зорового нерва при розсіяному склерозі.

### Фармакокінетика
Фенітоїн добре, але повільно всмоктується при пероральному застосуванні, дуже повільно у новонароджених дітей, абсорбція препарату варіює (50-80 %), що залежить від форми препарату. При пероральному застосуванні біодоступність фенітоїну становить лише 20-50 %, що пов'язано з ефектом першого проходження через печінку. При внутрішньом'язовому введенні біодоступність препарату становить 92 %, при внутрішньовенному застосуванні біодоступність лікарського засобу становить 100 %. Час досягнення максимальної концентрації фенітоїну в крові значно варіює, та може становити від 3 до 15 годин. Фенітоїн майже повністю (до 95 %) зв'язується з білками плазми крові. Фенітоїн добре розподіляється у тканинах та рідинах організму, проникає через гематоенцефалічний бар'єр, через плацентарний бар'єр (концентрації фенітоїну в крові матері та майбутньої дитини однакові) та виділяється у грудне молоко. Фенітоїн метаболізується у печінці з утворенням неактивних метаболітів, проте при збільшенні дози фенітоїну проходить насичення ферментних систем печінки, і частина препарату не метаболізується, що може призвести до значного підвищення концентрації фенітоїну в крові та підвищення токсичності препарату. Препарат виводиться із організму переважно із сечею, частково з жовчю, переважно у вигляді метаболітів. Період напіввиведення препарату варіює, залежить від концентрації фенітоїну в крові. При внутрішньовенному введенні фенітоїну період напіввиведення становить 9-14 годин, при пероральному застосуванні він становить у середньому 24 години (коливається від 22 до 28 годин), повне виведення препарату при тривалому прийомі триває близько 3 діб. При порушеннях функції нирок або печінки тривалість виведення фенітоїну з організму зростає.

## Показання до застосування
Фенітоїн застосовується при епілепсії, переважно при великих нападах (grand mal), або при нападах із тоніко-клонічними судомами, а також для лікування та профілактики судомних нападів під час лікування у нейрохірургії. Фенітоїн може застосовуватись також для лікування порушень ритму, спричинених ураженням центральної нервової системи або передозуванням серцевих глікозидів. Фенітоїн може застосовуватися при невралгії трійчастого нерва як допоміжний препарат разом із карбамазепіном.

## Побічна дія
При застосуванні фенітоїну, як і при застосуванні інших протисудомних засобів, побічні ефекти виникають часто. Серед побічних ефектів з боку нервової системи, для фенітоїну характерно виникнення рухових розладів — атаксії, порушення координації рухів, тремору (хоча у менш часто, ніж при застосуванні вальпроєвої кислоти). Частим побічним ефектом при застосуванні фенітоїну є периферична нейропатія. У 7-12 % хворих, які застосовують фенітоїн, можуть спостерігатись висипання на шкірі, подібні на висипання при кору, які перебігають переважно легко, лише в рідкісних випадках спостерігаються важкі ураження шкіри (синдром Стівенса-Джонсона, синдром Лаєлла). При застосуванні фенітоїну характерним побічним ефектом є гіперплазія ясен. У дітей та підлітків при застосуванні фенітоїну часто спостерігається гірсутизм та огрубіння форм обличчя.
Найважчим побічним ефектом, який спостерігається при застосуванні фенітоїну, а також і інших протисудомних засобів, є так званий синдром гіперчутливості. Проявами цього синдрому є висипання на шкірі, гарячка, ураження печінки, а також можуть супроводжуватися ураженням інших внутрішніх органів. Найчастіше початкові прояви синдрому спостерігаються за 2-4 тижні після початку застосування препарату, хоча описані випадки, коли даний синдром розпочинався пізніше. Частота цього синдрому складає приблизно 1 на 3000 випадки застосування протиепілептичних засобів, а смертність при виникненні цього синдрому скадає 10 %, у випадку розвитку гепатиту смертність зростає до 18-40 %. Серед інших уражень при даному синдромі часто спостерігаються також лімфаденопатія, лейкоцитоз з лімфоцитозом і еозинофілією, порушення згортання крові, спленомегалія, нефрит, кардит. Розвиток цього синдрому не корелює із рівнем фенітоїну в крові. Точні причини розвитку цього синдрому невідомі, найімовірнішою причиною його початку вважається алергічна реакція.
Іншими побічними ефектами фенітоїну є:
- З боку травної системи — нудота, блювання, запор.
- З боку нервової системи — запаморочення, ністагм, нервозність, сплутаність свідомості, безсоння, диплопія, головний біль, рідко хорея.
- З боку опорно-рухового апарату — нечасто спостерігається контрактура Дюпюїтрена, рідко периферична поліартропатія, за відсутності достатнього надходження вітаміну D можуть спостерігатися остеомаляція або рахіт.
- З боку кровотворної системи — лейкопенія, агранулоцитоз, тромбоцитопенія, нейтропенія, гранулоцитопенія, панцитопенія, мегалобластна анемія.
- Інші побічні ефекти — порушення метаболізму глюкози та вітаміну D, рідко хвороба Пейроні.

## Взаємодія з іншими лікарськими засобами
Фенітоїн є індуктором ізоферментів CYP3A4 та CYP2C19 цитохрому Р-450, і у зв'язку із цим має численні взаємодії з іншими лікарськими засобами. Зокрема, інші протисудомні засоби, такі як фенобарбітал та карбамазепін, підвищують виведення фенітоїну з організму. При сумісному застосуванні з макролідами (зокрема, еритроміцином) спостерігається збільшення концентрації фенітоїну в крові, що може призвести до посилення токсичності препарату. Такі лікарські засоби, як фолієва кислота, резерпін, рифампіцин, сукральфат, теофілін, аміодарон, ізоніазид, вігабатрин, омепразол, циметидин, ранітидин, діазепам, тразодон, хлорамфенікол, флуконазол, ітраконазол, кетоконазол, нітроімідазоли (зокрема, метронідазол та тинідазол) також можуть підвищувати рівень фенітоїну в крові, наслідком чого може бути підвищення його токсичного ефекту. При застосуванні препаратів звіробою, трициклічних антидепресантів, бупропіону, галоперидолу, локсапіну, мапротиліну, моліндону, інгібіторів МАО, похідних фенотіазину, пімозиду, сульфінілпіразону, хінолонів та фторхінолонів знижується концентрація фенітоїну в крові, що призводить до зниження його ефективності. При застосуванні фенітоїну разом із глюкокортикоїдами, пероральними контрацептивами, сукцинімідом, карбамазепіном, циклоспорином, дакарбазином, дизопірамідом, леводопою, мексилетином, хінідином, блокаторами кальцієвих каналів, клозапіном, фуросемідом, ламотригіном, пароксетином, метадоном, вітаміном D, теофіліном та іншими ксантинами, а також тироксином, доксицикліном та празиквантелом знижується концентрація вищеперерахованих препаратів у крові, що призводить до зниження їх ефективності. Карбамазепін, фенобарбітал, вальпроєва кислота та вальпроат натрію, протипухлинні препарати, антациди, варфарин, дигоксин та інші серцеві глікозиди, а також ципрофлоксацин, можуть викликати різнонаправлену дію при сумісному їх застосуванні з фенітоїном, тому при їх сумісному застосуванні необхідно контролювати як токсичність препаратів, так і ефективність їх дії. Окрім цього, фенітоїн може підвищувати токсичність парацетамолу, а при сумісному застосуванні з ацетазоламідом можливий розвиток остеомаляції та рахіту.

## Протипоказання
Фенітоїн протипоказаний при підвищеній чутливості до препарату, синусовій брадикардії, синдромі Морганьї-Едемса-Стокса, AV-блокаді II—III ступеня та синоатріальній блокаді, серцевій недостатності, кахексії, порфірії, порушеннях функції печінки або нирок, при вагітності та годуванні грудьми.>

## Форми випуску
Фенітоїн випускається у вигляді таблеток по 0,117 г; та ампул по 2 мл 0,5 % розчину для парентерального застосування.